# Faustino Casamayor
Faustino Casamayor y Zeballos (Zaragoza, 1760-Zaragoza, 1834) fue un autor español.

## Biografía
Nació el 15 de febrero de 1760. Zaragozano, ejerció como alguacil de la Real Audiencia de Aragón. Fue autor de unos Años políticos é históricos, que comprendían la historia de los sucesos ocurridos en Zaragoza desde 1782; la obra llegó a abarcar numerosos tomos. Falleció el 5 de octubre de 1834 en Zaragoza. En 1958 se le dedicó el nombre de una calle en su ciudad natal.